# 内部者取引
内部者取引（ないぶしゃとりひき）またはインサイダー取引（インサイダーとりひき、insider trading）とは、内部のものが未公開情報を使って情報を持たない外部に対して有利な取引を行うこと。一般的には違法行為では無いが、証券市場での取引では違法とされている。
狭義では法律に反する内部者取引やその犯罪のことである(未公開情報を不法に共有・利用して証券市場取引を行い、情報を持たない投資家に損害を与える犯罪的行為など）。この場合、宣伝される前の特売情報で有利に商品を購入する行為などは内部者取引とは呼ばれない。

## 概要
内部者取引（インサイダー取引）における「未公開情報」とは伝統的に、株価の動きを予知できるものを指す。未公開情報の具体的な構成要件は各国の規制に委ねられている。内部者取引は主として金融商品の価格変動に影響しうる未公開情報を端緒として行われるが、広義としては、金融商品以外に限らず不動産・水利権・小作権等の価格変動が起こる都市計画・再開発といった「未公開情報」を事前に知り得る政治家・政治団体・支持者等が、いち早くそれらを買い占めるといった行動についても「インサイダー取引」と表現する場合がある。
1909年に合衆国最高裁判所がインサイダー取引禁止に関する法律を制定した。情報の非対称性につけこんだ内部取引は、少なくとも戦前からウォール街ではびこっていた。1964年、カナダのオンタリオ州ティミンズの鉱山をめぐるテキサス・ガルフ株不正事件が起きた。バーニー・コーンフェルドがファンド・オブ・ファンズをつくってオフショア市場という抜け穴をつくりはじめたころであった。1984年には内部者取引制裁法で罰則が制定された。懲罰的損害賠償制度の一環として、インサイダー取引規制の違反者に対して、得た利益の3倍までの範囲内で民事制裁金が課されうることとなっている。当時はレーガノミクスで証券取引委員会の人員が削減されていた。そしてドレクセル・バーナム・ランベールがマイケル・ミルケンを旗印に株価の激震と情報の独占をセットにして量産したのである。アメリカではストックオプションや制限付き株ユニット等の自社株取引を従業員がしばしば行うため、経理担当者など会社の業績の詳細を知りうる立場にある従業員のインサイダー取引は厳重に規制される。それ以外の従業員でも例えば四半期ごとの決算発表の前後1か月間は自社株の取引を禁止するなどの規制があり、違反者は解雇に加えて刑事告発する旨を明文化している企業が多い。

## 日本における内部者取引規制
日本では主に、各金融商品取引所の自主規制部門（または委託先自主規制法人）及び証券取引等監視委員会がインサイダー取引の監視及び調査を行っている。例えば東京証券取引所及び大阪取引所では、委託先の日本取引所自主規制法人が該当業務に従事している。
世界金融危機の後に注意を喚起する動きが起こった。2009年5月に日本証券業協会が主体となって「J-IRISS」という内部者取引防止を目的とした登録システムを稼動させており、上場会社の参加を呼びかけている。2009年8月24日に東京証券取引所では、有価証券上場規程に「上場会社は、当該上場会社の役員、代理人、使用人その他の従業員に対し、当該上場会社の計算における内部者取引を行わせてはならない。」という規定を追加し、上場会社に対するインサイダー取引禁止を明文化した。なお社債、株式等の振替に関する法律が2009年1月5日より施行され、株券電子化制度が導入されたことに伴い、従来は把握できなかった株券を介した相対取引でのインサイダー取引が不可能になった。
日本において、内部者取引は金融商品取引法（昭和23年法律第25号、金商法）により規制されている。
内部者取引については、主体別に
1. 会社関係者に関する規定（第163条以下）
2. 公開買付等の関係者に関する規定（第167条）

とに分かれる。
また規制態様については、概ね (a) 予防規定と (b) 禁止行為としての内部者取引に大別され、単に「インサイダー取引」という場合、後者の違反行為を指すときが多い。
以下では、金融商品取引法について条数のみ記載する。

### 内部者取引の予防規定
会社の企業秘密などを不当に利用して取引がなされることを防ぐため、金融商品取引法は、会社関係者の中でも特に重要な地位を占める者（役員等）を対象に、以下のような規制をしている。

#### 報告義務
- 役員（取締役・監査役・執行役等）または実質的に10%以上の議決権を持つ株主（主要株主）による自社株取引が行われた場合、その者は翌月15日までに売買報告書を内閣総理大臣（金融庁長官）に提出することが義務付けられている（第163条）。
- 特定組合等（当該組合等のうち当該組合等の財産に属する株式に係る議決権が上場会社等の総株主等の議決権に占める割合が10%以上のものであるもの）において、当該特定組合員等の組合員が当該特定組合員等の財産に関して当該上場会社等の株券等に関する買付や売付等をした場合、当該買付・売付等を執行した組合員は、翌月15日までに内閣総理大臣（金融庁長官）に対し、売買報告書を提出しなければならない（第165条の2）。

#### 短期売買差益の返還義務
- 自社株の買付けまたは売付け後6か月以内に売付けまたは買付けをして利益を得たと認められた場合は、会社側は当該役員又は主要株主に対し、それによって得られた利益を自社に提供することを請求できる（第164条第1項）。
- 特定組合等の組合員が上記同様短期売買（6か月以内の買付等及びその反対売買）をして利益を生じさせた場合、同様にそれによって得られた利益を提供すべきことを請求することができる（第165条の2第3項）。
- 上記の各提供請求権は、会社がその権利主体となるが、会社がその権利行使をしない場合、株主が代位して請求することができる（第164条2項、第165条の2第7項）。

#### 役員又は主要株主による空売り禁止
- 役員または主要株主による自社株の空売り行為が禁止されている（第165条）。

### 公表前の禁止行為（インサイダー取引）
金融商品取引所に上場され、または店頭売買有価証券市場（現在は存在しない）に登録されている会社の関係者が、会社の重要事実（当該会社の株価の騰落を左右しうるなど、一般の投資家の投資判断に著しい影響を及ぼしうる情報）を知った者により、その情報の公表前に行われる株式等の取引のことをいう。
実質的な根拠としては、「偏在情報の不公平利用の禁止」「有価証券市場に対する信認」および「情報の不正流用の禁止」に求められるとされる。

#### 主体
以下の会社関係者や情報受領者が、各規定に該当する場合によって重要事実を知った場合、内部者取引の規制対象となっている（第166条第1項）。
1. 会社（親会社及び子会社を含む。）の役員、代理人、使用人その他の従業者（役員等：業務に従事する者をいい雇用形態は問わない） ： その職務に関して知った場合（同項第1号）
2. 会社の帳簿を閲覧できる株主等 ： 閲覧権の行使に関して知った場合（同項第2号）
3. 会社に対する法令に基づく権限を有する者（監督官庁の職員である公務員など） ： その権限の行使に関して知った場合（同項第3号）
4. 会社と契約を締結している者又は締結の交渉をしている者（取引先や公認会計士、顧問弁護士など） ： 契約の締結、締結交渉又は履行に関して知った場合（同項第4号）
5. 2号又は4号に掲げる場合で法人のとき（例えば監査法人である場合など）、その役員その他従業員 ： その職務に関して知った場合（同項第5号）
6. 1.～5.に掲げた者で、会社関係者でなくなった後の1年間（同項後段）
7. 1.～6.に掲げた者から重要事実の伝達を受けた者（同条第3項）

また、内部者情報を利用した株式の公開買付けに関しても、同様の規制がなされており、公開買付関係者等（第167条第1項）やその情報受領者（第167条第3項）がその主体となる。
1. 当該公開買付者等（その者が法人であるときはその親会社も含む。）の役員等 ： その職務に関し知ったとき（同条第1項第1号）
2. 当該公開買付者等の帳簿閲覧権等を有する株主等 ： 閲覧権の行使に関して知ったとき（同項第2号）
3. 当該公開買付者等に対する法令に基づく権限を有する者 ： その権限の行使に関して知ったとき（同項第3号）
4. 当該公開買付者等と契約を締結している者又は締結の交渉をしている者 ： 契約の締結、交渉又は履行に関して知ったとき（同項第4号）
5. 2号又は4号に掲げる場合で法人のとき、その役員等 ： その職務に関して知ったとき（同項第5号）
6. 1.～5.に掲げた者で、公開買付者等関係者でなくなった後の1年間（同項後段）
7. 1.～6.に掲げた者から「公開買付け等事実」の伝達を受けた者（同条第3項）

#### 重要事実
重要事実については第166条第2項がその内容を規定しているが、同項第1号ないし第4号までの4類型に分けられ、また、これに対応して、同項第5号ないし第8号が当該上場会社の子会社に関する規定となっている。

1. 決定事実（第1号・第5号）

当該上場会社等（又はその子会社）の業務執行を決定する機関が次に掲げる事項を行うことにつき決定したこと又は当該機関が公表した当該決定に係る事項を行わないことを決定したこと

(1) 株式の発行、募集又は募集新株予約権の募集

(2) 資本金の額の減少

(3) 資本準備金又は利益準備金の額の減少

(4) 自己株式の取得

(5) 株式無償割当て

(6) 株式の分割

(7) 余剰金の配当

(8) 株式交換

(9) 株式移転

(10) 合併

(11) 会社分割

(12) 事業の全部又は一部の譲渡又は譲受け

(13) 解散

(14) 新製品又は新技術の企業化

(15) 業務上の提携その他上記に準ずる事項として政令で定める事項

- a 業務上の提携又は業務上の提携の解消
- b 子会社の異動を伴う株式又は持分の譲渡又は取得
- c 固定資産の譲渡又は取得
- d 事業の全部又は一部の休止又は廃止
- e 金融商品取引所に対する株券の上場の廃止に係る申請
- f 認可金融商品取引業協会に対する株券の登録の取消しに係る申請
- g 認可金融商品取引業協会に対する取扱有価証券である株券の取扱有価証券としての指定の取消しに係る申請
- h 破産手続開始、再生手続開始又は更生手続開始の申立て
- i 新たな事業の開始
- j 法第166条第6項第4号又は第167条第5項第5号に規定する要請
- k 預金保険法第74条第5項の規定による申出

※ なお、子会社については、(1)～(7)に該当する規定はなく、(15)政令で定める事項についても当該上場会社より少ない。

2. 発生事実（第2号・第6号）

当該上場会社等（又はその子会社）に次に掲げる事項が発生したこと

(1) 災害に起因する損害又は業務遂行の過程で生じた損害

(2) 主要株主の異動

(3) 特定有価証券又は特定有価証券に係るオプションの上場の廃止又は登録の取消の原因となる事実

(4) 上記に準ずる事項として政令で定める事項

- a 訴えの提起、判決、終結
- b 仮処分の申立て、当該仮処分の裁判、完結
- c 免許の取消し、事業の停止その他行政庁による処分
- d 親会社の異動
- e 当該上場会社等以外による破産手続開始、再生手続開始又は更生手続開始、企業担保権の実行の申立て、通告
- f 手形小切手の不渡り、手形交換所の取引停止処分
- g 親会社等に係る破産手続開始の申立て等
- h 債務者等に対する債権について、債務不履行のおそれが生じたこと
- i 主要取引先との取引の停止
- j 債権者による債務免除、第三者による債務引受、弁済
- k 資源の発見
- l 特定有価証券又は特定有価証券に係るオプションの取扱有価証券としての指定の取消しの原因となる事実

※ なお、子会社については、(2)、(3)に該当する規定はなく、(4)政令で定める事項についても当該上場会社等と若干異同がある。

3. 決算情報（第3号・第7号）

当該上場会社等（又はその子会社）の売上高、経常利益、純利益若しくは配当等につき、公表された直近の予想値に比較して、当該上場会社等（又は子会社）が新たに算出した予想値又は決算において差違が生じたこと

4. バスケット条項（第4号・第8号）

その他、当該上場会社等（又はその子会社）の運営、業務又は財産に関する重要な事実であって投資者の投資判断に著しい影響を及ぼすもの

※ 包括的・一般的規定である。

#### 公表
公表は、単に重要事実が公衆に知れ渡るという意味ではなく、金融商品取引法上では、以下の1.ないし2.のいずれかの措置が講じられた場合のことをいう。

1. 多数の者に知りうる状態に置く措置として、以下の2つのうちどちらかの措置が講じられたこと
- 当該上場会社等又はその子会社の代表取締役若しくは代表執行役またはその受任者が、2以上の報道機関に対して重要事実を公開したとき（記者クラブにおけるプレスリリースなどがこれにあたる）から12時間が経過したこと（12時間ルールという）
- 重要事実が金融商品取引所のインターネットのサイト上に掲載（適時開示）されたこと

2. 有価証券届出書、有価証券報告書等に当該重要事実が記載されている場合において、当該書類が公衆の縦覧に供された（EDINET上に開示された）こと

#### 対象有価証券
上記の重要事実の発生後から公表の前までに、未公表の重要事実を知りながら株券等の売買等を行うことが内部者取引の構成要件となる。
株券等とは正確には特定有価証券とそれに関連する関連有価証券を含む特定有価証券等をいう。特定有価証券とは株券、新株予約権証券、社債券、優先出資証券が、関連有価証券には株券に関連する投資信託、投資証券、カバードワラント、DR、信託受益権証券、他社株償還条件付証券(EB債;投資家が株券での償還をせしめる権利を有しているものに限る;令第27条の4第6号）等が含まれる。

#### 適用除外事由（軽微基準）
ただ、法に定められた重要事実の中でも、投資家に与える影響が軽微なものとして有価証券の取引等の規制に関する内閣府令で定める事項（軽微基準という）に当たる場合は、インサイダー取引の規制対象とはならない。
重要事実のうち「軽微基準」に該当する例
- 配当金の増減比率が、直前の事業年度と比べて20%未満である場合
- 会社が支払うべき損害賠償の額が、純資産総額の3%未満である場合 など

#### その他の適用除外事由
会社関係者が重要事実を知って自社株などを取引する場合であっても、取引者の裁量が入り込む余地のない場合など、法令により特に認められた以下の例のような場合については、インサイダー取引規制の対象から除外される。
- 新株引受権や新株予約権の行使に基づく新株の取得の場合
- 株式買取請求権の行使など法令上の義務に基づき売買する場合
- 株式累積投資（いわゆる「るいとう」）などの契約に基づく定額・定期買付けの場合
- 従業員持株会や役員持株会などの定期買付け など

#### 課徴金
インサイダー取引規制の実効性の観点から、内閣総理大臣（実際には金融庁長官に委任されている。第194条の6）は、審判手続を経て、インサイダー取引を行った者に対し、課徴金の納付を命じなければならないとされた（課徴金制度）。

課徴金の額は、以下の計算で得られた額とする（第175条）。
| 旧法 | 2008年改正後(新法) |
| --- | --- |
| - 会社関係者のインサイダー取引に関する課徴金（同条第1項） 1. 売付け違反（「当該有価証券の売付け等について当該有価証券の売付け等をした価格にその数量を乗じて得た額」から「当該有価証券の売付け等について業務等に関する重要事実の公表がされた後における価格に当該有価証券の売付け等の数量を乗じて得た額」を控除した額） 2. 買付け違反（「当該有価証券の買付け等について業務等に関する重要事実の公表がされた後における価格に当該有価証券の買付け等の数量を乗じた額」から「当該有価証券の買付け等について当該有価証券の買付け等をした価格にその数量を乗じて得た額」を控除した額） - 公開買付等関係者のインサイダー取引に関する課徴金（同条第2項） 1. 売付け違反（「当該有価証券の売付け等について当該有価証券の売付け等をした価格にその数量を乗じて得た額」から「当該有価証券の売付け等について公開買付け等の実施に関する事実又は公開買付け等の中止に関する事実の公表がされた後における価格に当該有価証券の売付け等の数量を乗じて得た額」を控除した額） 2. 買付け違反（「当該有価証券の買付け等について公開買付け等の実施に関する事実又は公開買付け等の中止にかする事実の公表がされた後における価格に当該有価証券の買付け等の数量を乗じて得た額」から「該有価証券の買付け等について当該有価証券の買付け等をした価格にその数量を乗じて得た額」を控除した額） | - 会社関係者のインサイダー取引に関する課徴金（同条第1項） 1. 売付け違反（「当該有価証券の売付け等について当該有価証券の売付け等をした価格にその数量を乗じて得た額」から「当該有価証券の売付け等について業務等に関する重要事実の公表がされた後二週間における最も低い価格に当該有価証券の売付け等の数量を乗じて得た額」） 2. 買付け違反（「当該有価証券の買付け等について業務等に関する重要事実の公表がされた後二週間における最も高い価格に当該有価証券の買付け等の数量を乗じて得た額」から「当該有価証券の買付け等について当該有価証券の買付け等をした価格にその数量を乗じて得た額」） - 公開買付等関係者のインサイダー取引に関する課徴金（同条第2項） 1. 売付け違反（「当該有価証券の売付け等について当該有価証券の売付け等をした価格にその数量を乗じて得た額」から「当該有価証券の売付け等について公開買付け等の実施に関する事実又は公開買付け等の中止に関する事実の公表がされた後二週間における最も低い価格に当該有価証券の売付け等の数量を乗じて得た額」を控除した額） 2. 買付け違反（「当該有価証券の買付け等について公開買付け等の実施に関する事実又は公開買付け等の中止に関する事実の公表がされた後二週間における最も高い価格に当該有価証券の買付け等の数量を乗じて得た額」から「該有価証券の買付け等について当該有価証券の買付け等をした価格にその数量を乗じて得た額」を控除した額） |

#### 罰則
内部者取引がされたことにより利益が生じたか否かを問わず、刑罰の対象となる。ただし、課徴金納付命令とは異なり、内部者取引の立証責任は立件する側の検察にあることから、機動的な摘発は容易ではない（時間とコストがかかり過ぎる）。
- 5年以下の懲役もしくは500万円以下の罰金、またはこれらの併科（第197条の2-13号）
- 得られた財産の没収または追徴
- 法人の場合は、行為者を罰するほか、当該法人も5億円以下の罰金が科せられる（第207条 両罰規定）。

### 主な内部者取引規制違反事件
- 日本商事（現アルフレッサ ホールディングス）株インサイダー取引事件（1994年）
- 日本織物加工（現オリカキャピタル）株インサイダー取引事件（1995年）-「弁護士インサイダー取引事件」とも呼ばれる。
- 鈴丹株インサイダー取引事件（1997年）
- 三笠コカ・コーラボトリング株インサイダー取引事件（2003年）
- 大日本土木株インサイダー取引事件（2004年）
- デジタル株インサイダー取引事件（2004年）
- イセキ開発工機株インサイダー取引事件（2004年）
- メディア・リンクス株インサイダー取引事件（2004年）
- 南野建設（現アジアゲートホールディングス）株インサイダー取引事件（2005年）
- 西武鉄道株インサイダー取引事件で堤義明コクド元会長を逮捕（2005年）
- ニッポン放送株インサイダー取引事件で村上ファンドの村上世彰元代表を逮捕（2006年）-「村上ファンド事件」を参照。
- 日本経済新聞社員によるインサイダー取引事件（2006年）
- 本田技術研究所（本田技研工業子会社）社員による日本プラスト株式会社の第三者割当増資にかかるインサイダー取引事件（2006年）
- コマツによる自己株式取得に関するインサイダー取引（2007年）
- 大塚家具による自己株式取得に関するインサイダー取引（2007年）
- 宝印刷社員によるインサイダー取引事件（2008年）
- 日本放送協会（NHK）記者らによるインサイダー取引事件（2008年）
- 新日本監査法人所属会計士によるインサイダー取引事件（2008年）
- 野村證券 M&A担当社員が外部漏洩によるインサイダー取引事件（2008年）
- エネサーブ（大和ハウス工業グループの電力小売会社）の元IR担当役員によるインサイダー取引事件（2008年）
- IT関連会社「いい生活」社員によるインサイダー取引事件（2008年）
- カブドットコム証券社員によるインサイダー取引事件（2009年）
- 味の素社員並びに、カルピス社員の妻によるインサイダー取引事件（2009年）
- UDトラックス（旧:日産ディーゼル）元社員によるインサイダー取引事件（2009年）
- テークスグループ（現・東京衡機）の大株主らによるインサイダー取引事件（2010年）
- スルガコーポレーションの元社長らによるインサイダー取引事件（2011年）
- ジャストシステム関係者によるインサイダー取引事件（2011年）
- ゲオの取締役によるインサイダー取引事件（2011年）
- 経済産業省審議官インサイダー取引事件（2012年）
- 旧中央三井アセット信託銀行（現・三井住友信託銀行）関係者によるインサイダー取引事件（2012年）
- 黒崎播磨の営業企画部社員らによるインサイダー取引事件（2012年）
- 日本風力開発株インサイダー取引事件（2012年）
- ファーストニューヨーク証券日本法人役員によるインサイダー取引事件（2012年）
- 神戸物産関係者によるインサイダー取引事件（2016年）
- 京セラ元社員によるインサイダー取引事件（2016年）
- ALBERT創業者(山川義介)によるインサイダー取引事件（2016年）
- スミダコーポレーション社外取締役によるインサイダー取引事件（2018年）
- アサツー ディ・ケイ元執行役員によるインサイダー取引事件（2018年）
- SMBC日興証券の関係者によるインサイダー取引事件（2018年）
- ドンキホーテホールディングスの元代表による取引推奨事件（2020年）
- 朝日放送グループホールディングスの子会社幹部社員によるインサイダー取引事件（2021年）
- アサヒ衛陶元代表取締役らによるヤマダ電機提携情報に関するインサイダー取引事件（2022年）
- スクウェア・エニックス元従業員らによるインサイダー取引事件（2022年）
- 金融庁出向中の裁判官によるインサイダー取引事件[3]（2024年）

## 情報伝達・取引推奨行為の規制
内部者取引行為ではないが、関係の強い行為であって規制対象となっているものに、情報伝達行為・取引推奨行為がある。
日本の金融商品取引法は、上場会社の内部情報を知り得る特別の立場にいる者が、その企業の重要事実が公表される前に、他人に対し、利益を得させまたは損失を回避させる目的をもって、当該重要事実を伝達しまたはその企業の株式等の売買を勧める行為を行うことを禁止している。

### 著名事例（情報伝達行為）
2024年12月23日、証券取引等監視委員会は、当社の「上場部開示業務室」に勤務していた同社の従業員について、金融商品取引法違反（情報伝達）の嫌疑があるとして、当該嫌疑について東京地方検察庁に告発した、と公表した。
当該公表の内容において同委員会は、KDDI株式会社が株式会社東京証券取引所と締結した株券上場契約の履行に関して当該従業員の知った事実(公開買付け関係)を、第三者会社(株式会社ローソン)の株券を買い付けさせて利益を得させる目的をもって、当該従業員が他者へ伝達した、等の嫌疑を示している。